# 정의의 용병
《정의의 용병》(영어: Mercenary for Justice)은 미국과 남아프리카 공화국에서 제작된 2006년 액션 스릴러 비디오 영화이다. 돈 E. 폰틀러로이가 연출과 촬영을 맡았다. 스티븐 서갈, 루크 고스, 로저 갠베어 스미스 등이 출연하였고, 랜들 에밋 등이 제작에 참여하였다.

## 줄거리
용병 존이 프랑스령인 한 남부 아프리카 섬에서 임무를 수행하던 중 그의 휘하 군인 몇이 독자 행동으로 프랑스 대사 가족을 전부 죽여 버리고 그 과정에서 존의 절친이 사망한다. 존이 미국으로 돌아온 후 CIA의 비밀 작전 책임자와 그의 부하인 뒷공작 전문가가 절친의 아내와 아들을 납치하여 인질로 삼고, 존에게 악명 높은 무기업자의 아들을 케이프타운 인근 교도소에서 빼낼 것을 지시한다. 그러나 이 임무의 이면에는 또 다른 속셈이 있다.

## 출연진
- 스티븐 서갈
- 재클린 로드
- 로저 갠베어 스미스
- 루크 고스
- 에이드리언 갤리
- 마이클 K. 윌리엄스
- 랭글리 커크우드
- 베리티 프라이스
- 피터 버틀러
- 페이 피터스
- 자 느퀘타
- 이바일로 게라스코프
- 셜리 브레너
- 레슬리앤 다운

## 기타 제작진
- 라인 제작: 말로 더마트
- 배역: 패트릭 바카, 로빈 내시프
- 미술: 칼로스 실바 다실바
- 의상: 루이 필리피